# Jaap Voeten

Jaap Voeten ( Boxtel, 1963 ) is een Nederlandse jazz-trombonist, die hardbop, jazz dance en funk speelt.
Voeten speelde vanaf zijn negende trompet en nadat hij een jazzconcert had gezien met onder meer Theo Loevendie en Hans Dulfer werd hij gegrepen door de jazz. Hij stapte over op de trombone en speelde op workshops. Hij toerde twee jaar met de acid jazz-band van Rinus Groeneveld. Hij richtte een eigen groep op, met daarin Clarence Becton en Bryan Leinwand en speelde daarmee onder meer in Paradiso, in  een tijd dat in Amsterdam jazzdance populair werd. Ook trad hij op tijdens het North Sea Jazz Festival. Voeten heeft gewerkt met musici als Anton Goudsmit, Hans Dulfer, Wolter Wierbos, Guus Tangelder, Saskia Laroo en Rob Gaasterland.
Op dit moment leidt hij de groep 'Don't Git Sassy!', waarmee hij jazz speelt die gebruikmaakt van elektronica. Daarin speelt hij met David Demuynck en Martijn Soeterbroek.